# 1+1 (rede de televisão)
1+1 (em ucraniano:  Один плюс один) é uma rede de televisão ucraniana.

## História
O canal de TV "1+1" foi fundado em agosto de 1995, sendo dirigido por seu primeiro presidente Alexander Rodnyansky, que também foi seu diretor geral de 1996 a 2002. Em 2002, ele se juntou à CTC e, desde 2004, é o presidente daquela empresa Russa registrada em Delaware.